# Dame Margot
Dame Margot (XIIIe siècle) était une trouveresse picarde d'Arras. On la connait pour avoir écrit un jeu parti, une chanson où elle débat de Maroie de Diergnau. Cette chanson, intituée Je vous pri, dame Maroie, se trouve dans deux manuscrits, ces deux manuscrits offrent deux mélodies distinctes. Dans un autre jeu parti, elle incarne une juge, opposant Jehan le Cuvelier d'Arras et Jehan Bretel. On sait qu'elle faisait partie du Puy d'Arras.